# Total War (EP)
Total War ist die EP der schwedischen Black-Metal-Band War. Sie erschien 1997 bei Necropolis Records. 1999 wurde das Material zusammen mit sieben Liedern vom Album We Are War auf We Are… Total War wiederveröffentlicht; bei diesem Tonträger verwandte die Band aus rechtlichen Gründen den Namen Total War.

## Titelliste
1. Satan – 08:04 (Text und Musik: IT)
2. I Am Elite – 16:10 (Text: IT; Musik: Blackmoon)
3. Total War – 05:19 (Text: IT; Musik: Blackmoon, IT)
4. The Sons of War – 06:33 (Text und Musik: IT)
5. Revenge – 07:51 (Text: All; Musik: Blackmoon, Mikael Hedlund)
6. Reapers of Satan – 08:08 (Text und Musik: IT)
7. Satan’s Millennium – 06:36 (Text: Blackmoon; Musik: Blackmoon, Peter Tägtgren)

## Musikstil und Texte
War spielt „primitivsten Black Metal mit Texten über Satan und Krieg“. Die Lieder sind aufgrund der „punkigen Struktur und Attitüde, die hinter ‚Total War‘ steckt und streckenweise an diverse Crust-Massaker erinnert“, eingängig. Nach Einschätzung von Christian Dornbusch und Hans-Peter Killguss scheint „der satanisch verbrämte Krieg und die ‚totale Vernichtung‘ eher dem Versuch zu entspringen, mit einem antibürgerlichen Gestus alle moralischen Konventionen zu verletzten“ [sic!]. Der von IT geschriebene Liedtext zu I Am Elite enthält einige rassistische Verse; IT ist allerdings teils indianischer Abstammung, und Blackmoon erklärte, er stehe hinter allem, was in diesem Lied gesagt wurde; es gehe bei diesem Lied um das Christentum gegen die satanische Seite. Wegen der rassistischen Ausdrucksweise erklärte er, er selbst sei kein Rassist, er hasse jeden unabhängig von seiner Rasse. Laut Wolf-Rüdiger Mühlmann vom Rock Hard ist I Am Elite kein „Nazidreck“, sondern „der geschmacksfreie Joke von total Besoffenen“.

## Rezeption
Jan Jaedike vom Rock Hard bezeichnete Total War als „Beweis für die eigene Großmäuligkeit […]. Die selbsternannte ‚True Satanist Horde‘ knattert sich durch sieben Songs, die in Sachen Brutalität und simpler Durchschlagskraft ihresgleichen suchen, einen Scheißdreck auf Gastsängerinnen und Keyboard-Geblubber geben und trotzdem irgendwie im Ohr hängenbleiben.“ Die Veröffentlichung sei ein „Pflichtkauf für jede auch nur ansatzweise ernsthafte Schwarzmetall-Sammlung macht und uns fürs nächste Heft ’ne Story mit der Band wert“. Mühlmann bezeichnete I Am Elite als „gewehrsalvenartigen Brecher“. Es sei „[b]itter“ für alle Black-Metal-Bands, dass mit Total War „eine der brutalsten, abgefucktesten Genre-Veröffentlichungen überhaupt nicht von einer ‚dedicated‘ Truppe stammt, sondern von einem Schnapslaune-Projekt“. Das Rock-Hard-Magazin nahm das Album in die Liste der „250 Black-Metal-Alben, die man kennen sollte“ auf. Der Liedtext sorgte für Kontroversen.